# طاحونة مائية
الطاحونة المائية (بالإنجليزية: Watermill)‏:

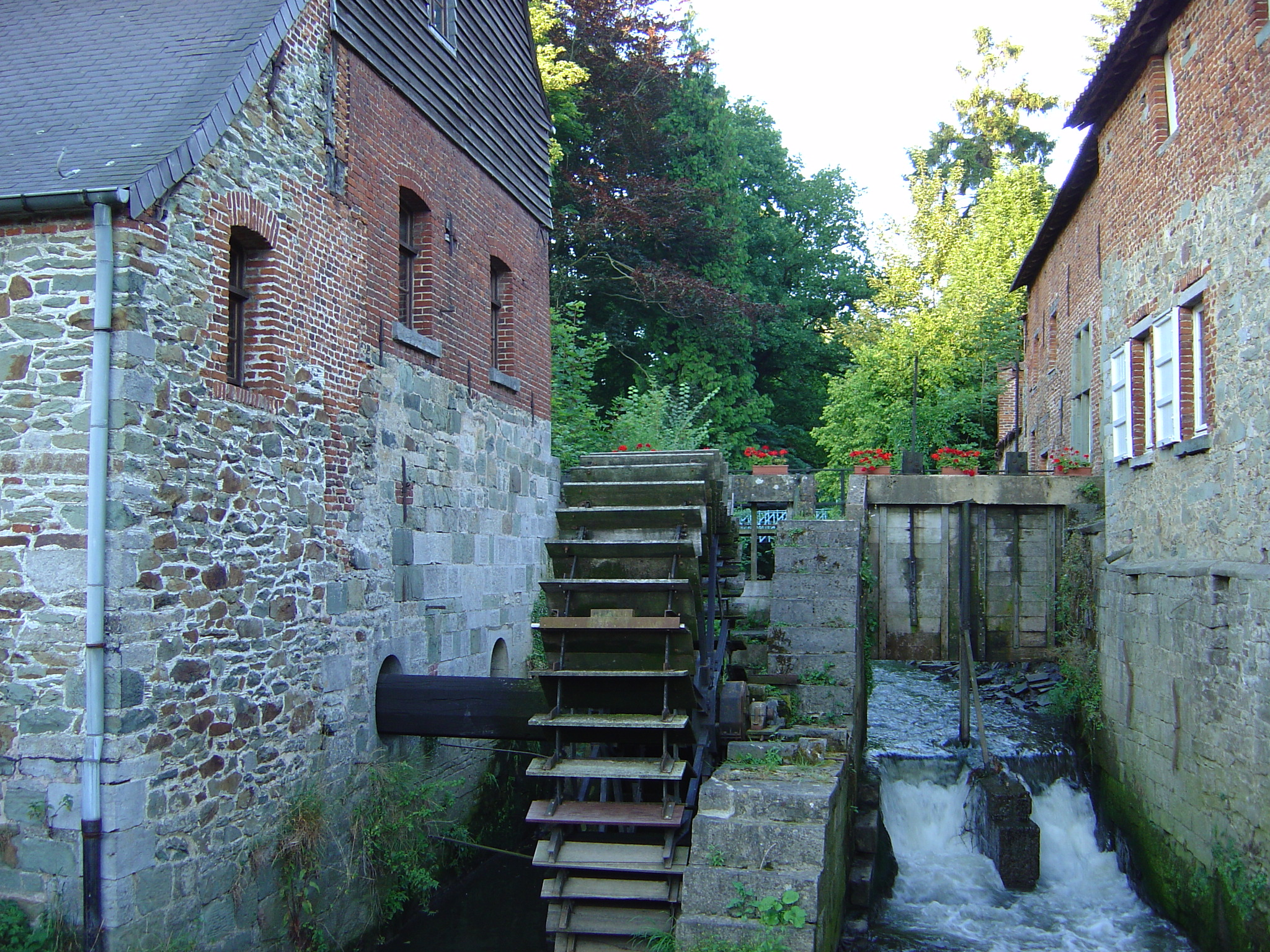
طاحونة مائية في برين لو شاتو، بلجيكيا من القرن الثاني عشر

تبيّن تاريخياً أن منطقة حوض البحر المتوسط قد شهدت استخدام الطاحونة المائية في القرن الأول قبل الميلاد، وكان هناك نوعان من هذه الطواحين. ولا يزال النوع الأول قيد التشغيل حتى يومنا هذا في كل من إسكندنافيا والبلقان وبلدان الشرق الأدنى.
وفيها يتم تركيب العجلة المائية أفقياً في أسفل الطاحونة بحيث يدور الطرف السفلي لمحورها الرأسي المصنوع من الحديد، داخل محمل من الحجارة الثقيلة (الصخرية منها).
ويمر الطرف العلوي للمحور عبر فتحة في حجر الرحى السفلي ويتصل مباشرة بحجر الرحى العلوي، وبذلك تحتاج إلى مسننات لنقل الحركة. وتكون سرعة دوران حجر الرحى مماثلة لسرعة دوران العجلة المائية، وتدار الأخيرة بفعل الماء الهابط من علوّ من مجرى مياه جارية باستمرار.
ومنها اتخذ مبدأ العنفة الحديثة لتوليد الكهرباء من الماء. ويكون النوع الثاني من الطواحين المائية مماثلاً حيث يكون دفع الماء في الأعلى بدلاً من الأسفل. فشاع استخدام الطواحين المائية كثيراً في الوديان وقرب الأنهر فبلغت في أوروبا نحو 5624 طاحونة حوالي العام 1000م. ومع اختراع العجلة المائية والصناعات الحديثة ومن ثم المحركات تضاءل استخدام الطواحين المائية إذا لم نقل إنه قد انقرض.

## طريقة العمل
يتضمن الشكل النموذجي للطواحين المائية توصيل الماء من النهر أو قناة من السد أو بركة إلى تّوربين أو دولاب، ضمن أنبوب أو قناة (تتنوع ما بين مسيل مائي وقناة اصطناعية، ممر مائي). قوة الماء تدفع مجذاف الدولاب أو التّوربين، والذي يدير محور يحرك أجزاء الطاحونة الأخرى. يتحكم بمرور الماء سد ذو بوابة الذي يسمح بصيانة وبعض التحكم بكمية فيضان الماء، الطواحين الكبيرة قد تملك دزينة من البوابات تتحكم بتيارات المتواصلة التي تغذي المباني المختلفة والعمليات الصناعية.

جريان سفلي على دولاب مائي،مثال لطاحونة مائية من القرن الأول قبل الميلاد [2]
جريان من الأعلى على دولاب مائي،مثال لطاحونة مائية من القرن الأول قبل الميلاد[3]
جريان عكسي على دولاب مائي،مثال لطاحونة مائية تستخدم غالباً لزيادة الطاقة المنتجة من أسلوب الجريان الأرضي[4]
جريان أرضي على دولاب مائي،مثال لطاحونة مائية من القرن الثالث بعد الميلاد[5]